# Leopoldstadt

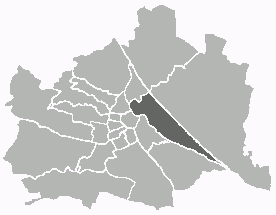
Poloha Leopoldstadtu na mapě Vídně

Leopoldstadt ( [ˈleːopɔltˌʃtat]) byl do roku 1850 samostatná obec a dnes jde o městskou čtvrť stejnojmenného 2. vídeňského okresu Leopoldstadt.

## Historie
Osadě se nejdříve říkalo „Werd" (ostrov) naproti červené věži, potom „Nízký Werd" a nakonec „Dolní Werd". Název „Dolní Werd" byl poprvé v dokumentech uvedený v roce 1337. Osídlení vznikalo v luzích nejprve jako osada na ostrově mezi Dunajem a Dunajským kanálem. V roce 1670 Leopold I. vyhnal židovské obyvatelstvo a na místě zbourané synagogy dal postavit kostel, který zasvětil svatému Leopoldovi. Z toho pak vznikl název místa Leopoldstadt. V roce 1850 byla obec připojena k Vídni jako součást nového 2. okresu. Až do druhé světové války zůstal Leopoldstadt největší židovskou čtvrtí Vídně. Mezi lety 1911 a 1913 zde byla vystavěna velká synagoga Kaiser Franz Josef I. Huldigungstempel  (Pazmanitentempel), která byla během tzv. Křišťálové noci vypálena a zničena stejně jako největší vídeňská synagoga Das Israelitische Bethaus in der Wiener Vorstadt Leopoldstadt (Leopoldstadtský templ). 

## Znak
Znak Leopoldstadtu vyjadřuje postavu svatého Leopolda na zelené louce se stříbrným pozadím.

## Osobnosti
- Katharina Waldmüllerová (1792–1850), pěvkyně
- Johann Strauss starší (1804–1849), hudební skladatel a kapelník
- Eduard Strauß (1835–1916), hudební skladatel a kapelník
- Ludwig Hirsch (1946–2011), šansoniér a herec